# Krążownik pancernopokładowy

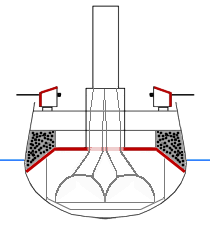
Schemat opancerzenia – przekrój poprzeczny (pancerz zaznaczony na czerwono, zasobnie węglowe na czarno)

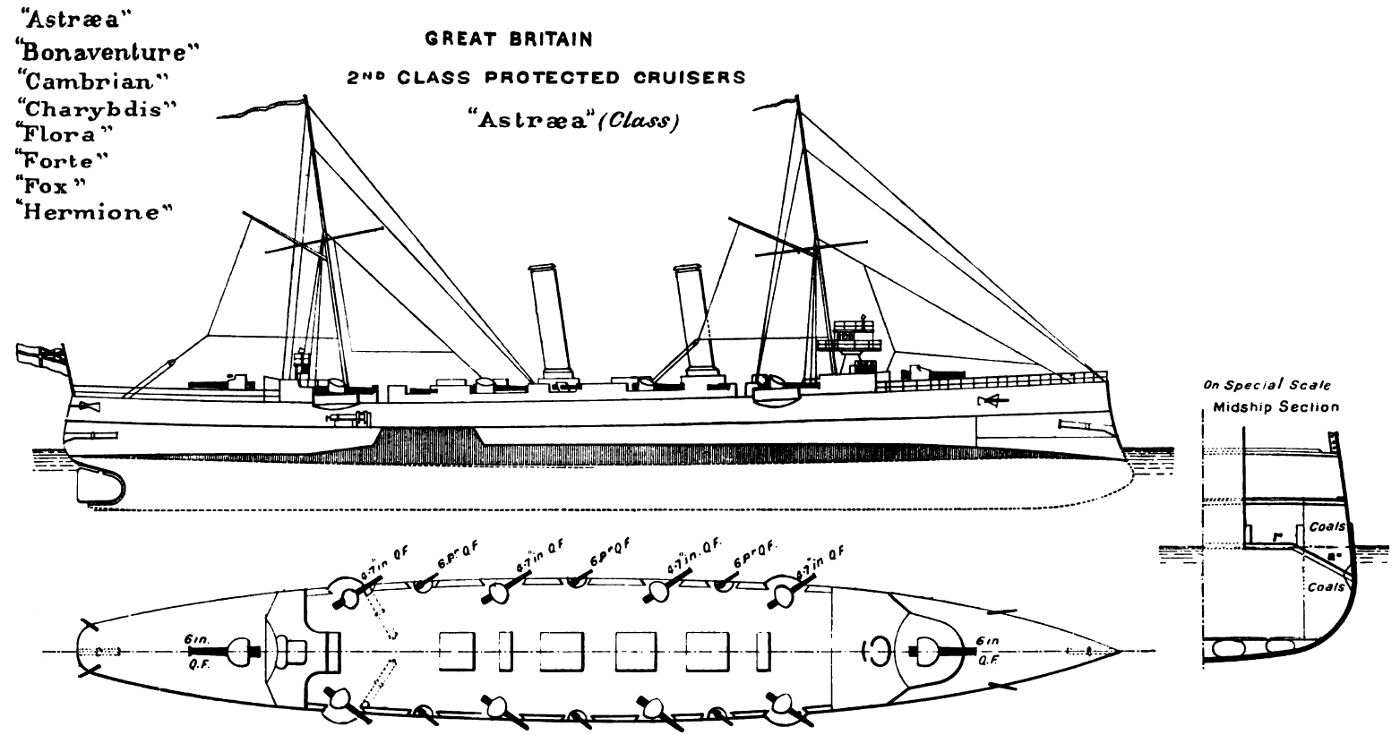
Krążownik pancernopokładowy typu Krążowniki pancernopokładowe typu Astraea, z zaznaczonym pancerzem na rzucie bocznym

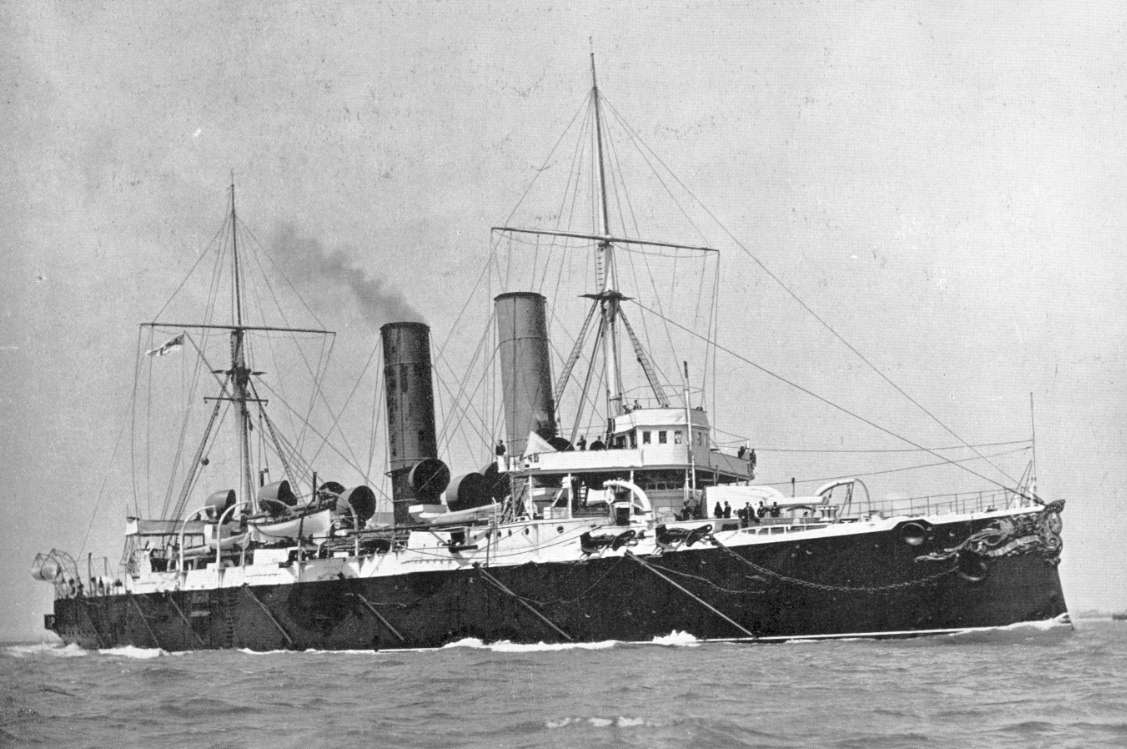
Brytyjski krążownik „Blenheim” z 1894.

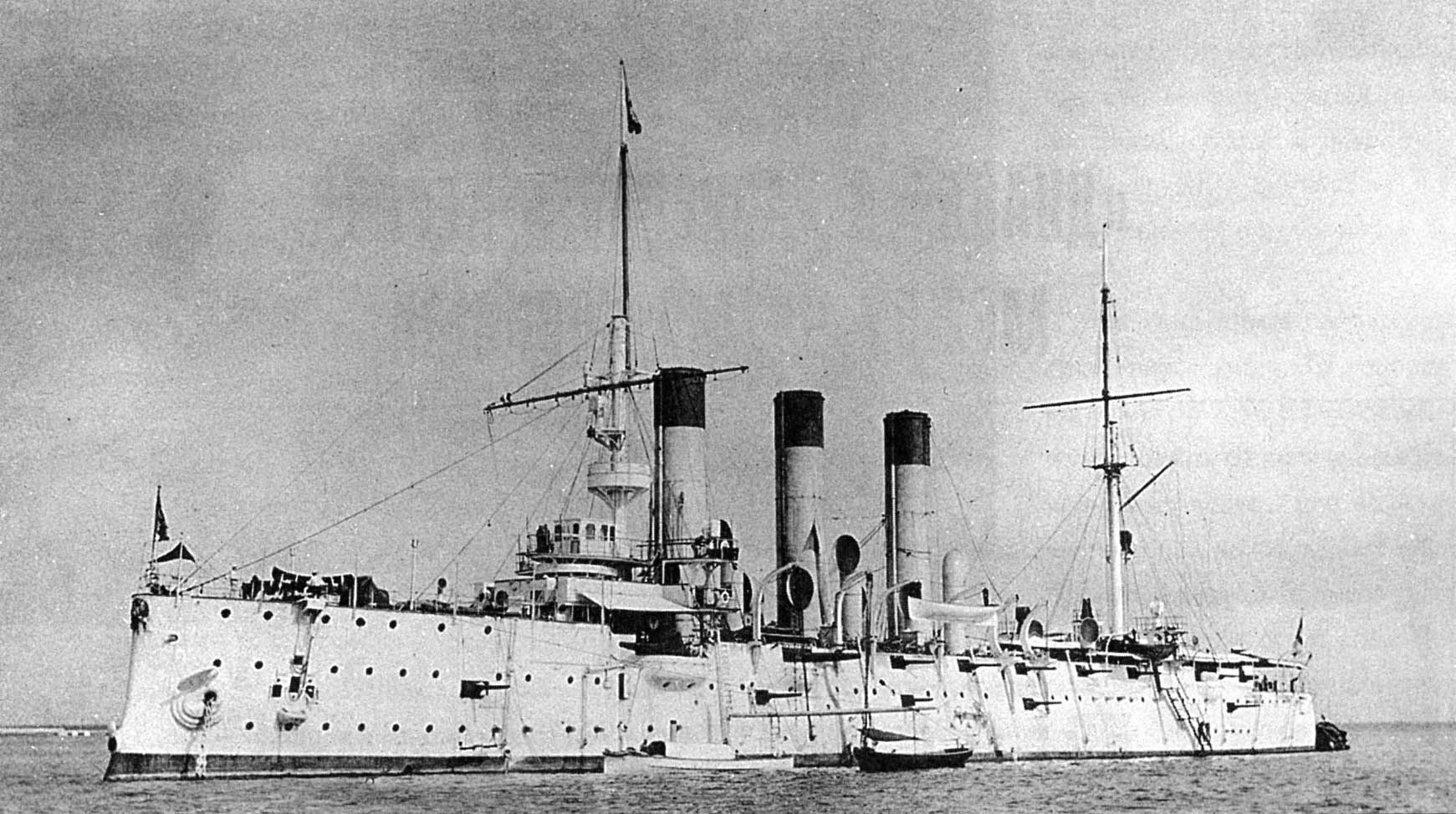
Rosyjski krążownik „Aurora” z 1903.

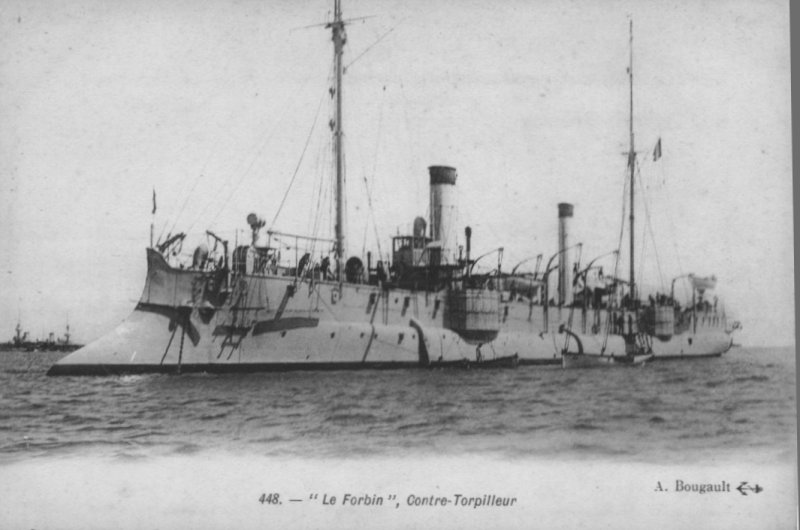
Francuski mały krążownik „Forbin” z 1889

Krążownik pancernopokładowy – historyczna klasa okrętów, podklasa krążowników, budowana w latach 1880–1914. Z klasy tej następnie wywodziły się krążowniki lekkie, z którymi czasami jest mylnie utożsamiana.
Najbardziej istotnym elementem konstrukcyjnym krążowników pancernopokładowych, od którego pochodzi nazwa klasy, było ograniczenie opancerzenia kadłuba do wewnętrznego pokładu pancernego. Pokład pancerny był umieszczony we wnętrzu okrętu, na wysokości zbliżonej do linii wodnej i jego rolą była osłona przed pociskami znajdujących się pod nim mechanizmów napędowych (kotłowni i maszynowni) oraz komór amunicyjnych. Pokład ten miał w przekroju poprzecznym kształt zbliżony do trapezu, płaski w rejonie osi podłużnej okrętu, a opadający skosami do burt po bokach (porównywano go do skorupy żółwia). Pierwsze okręty tego rodzaju miały pokład pancerny jedynie nad siłownią, lecz następnie standardem stał się pokład na całej długości okrętu, ewentualnie spłaszczony w części dziobowej i rufowej. Nad samą maszynownią pokład czasami był podniesiony, o ile wymagały tego rozmiary maszyn parowych. Oprócz pokładu pancernego, krążowniki te nie były opancerzone, poza ewentualnie maskami pancernymi dział i wieżą dowodzenia, rzadziej wieżami dział, kazamatami lub barbetami. Dodatkową osłonę burt w rejonie linii wodnej dawał węgiel używany jako paliwo do kotłów, w bunkrach (zasobniach) umieszczonych wzdłuż burt, nad skosami pokładu pancernego lub także pod nimi. Wprawdzie kadłub krążowników pancernopokładowych mógł być niszczony pociskami w części nadwodnej, lecz chronione były elementy najistotniejsze dla ruchu okrętu, a nadto podwodna część kadłuba była chroniona przed zalaniem przy uszkodzeniach części nadwodnej. Był to początkowo dość racjonalny schemat opancerzenia, gdyż przy poziomie metalurgii przed końcem XIX wieku nie dało się na okrętach średniej wielkości skutecznie osłonić burt odpowiednio rozległym i grubym pancerzem pionowym, z uwagi na jego masę. Starsze konstrukcje krążowników pancernych dysponowały z reguły na burtach jedynie wąskim pasem pancernym w rejonie linii wodnej, przykrytym płaskim pokładem, co dawało nawet słabszy poziom ochrony. Dopiero wprowadzenie w ostatnim dziesięcioleciu XIX wieku stosunkowo szybkostrzelnej artylerii średniego kalibru (76-152 mm), strzelającej pociskami wybuchowymi, spowodowało nieadekwatność opancerzenia krążowników pancernopokładowych, gdyż mogły być obezwładnione przez niszczenie ich kadłubów i uzbrojenia w części nadwodnej. Słabym elementem osłony była także ochrona przed wybuchami podwodnymi (torpedy, miny), lecz była to cecha większości okrętów tego okresu.
Wielkość krążowników pancernopokładowych znacznie się wahała – przeważnie od 2500 do 6000 ton wyporności, lecz budowano też bardzo duże jednostki o wyporności 7000-9000 t, a także mniejsze, ok. 1500 ton. Największe i wyjątkowe pod tym względem (zbudowane z myślą o zwalczaniu rosyjskich krążowników pancernych) były dwa brytyjskie okręty typu Powerful o wyporności aż 14 200 t i 8 typu Diadem o wyporności 11 000 t. Duże okręty były przeznaczone przede wszystkim do typowych zadań krążowniczych – dalekiego pływania, często w koloniach i ochrony własnej żeglugi przed okrętami przeciwnika lub zwalczania żeglugi przeciwnika. Krążowniki średniej wielkości, oprócz zadań krążowniczych, miały też działać w składzie zespołów floty lub samodzielnych zespołów. Małe krążowniki budowano przede wszystkim z myślą o pełnieniu zadań rozpoznawczych dla zespołów floty (scout cruiser) lub pełnieniu roli liderów flotylli niszczycieli. Odpowiadało to podziałowi krążowników stosowanemu w największej na świecie marynarce brytyjskiej, na okręty pierwszej klasy (wyporność ponad 7000 t), drugiej (3000-6000 t) i trzeciej (1500-3000 t).
Uzbrojenie krążowników pancernopokładowych stanowiło zależnie od wielkości na ogół kilka do kilkunastu dział kalibru 120 – 152 mm (francuskie – do 164 mm), zazwyczaj także działa mniejszych kalibrów, jak 75 mm, 47 mm i 37 mm. Część okrętów tej klasy nosiła ponadto na dziobie i rufie dwa działa większego kalibru (203 – 234 mm). Na późnych jednostkach – prekursorach krążowników lekkich, pojawiła się bardziej szybkostrzelna artyleria główna kalibru 102 – 105 mm. Grubość pokładu pancernego wynosiła zwykle około 50 mm. Szybkość wynosiła na ogół od 18 do 23 węzłów.
Krążowniki pancernopokładowe zaczęto budować po 1880 roku. Ich protoplastami były krążowniki typu „Chaoyong” budowane dla Chin w Wielkiej Brytanii (wodowanie w 1880) i brytyjskie typu Leander (1882), lecz miały one jedynie cienki pokład nad kotłowniami i maszynowniami. Duży wpływ na rozwój tej klasy na świecie miał zbudowany w Wielkiej Brytanii dla Chile krążownik „Esmeralda” (1883), z pełnym pokładem pancernym, zapoczątkowujący linię szybkich „elswickich krążowników” (od prywatnej stoczni Armstronga w Elswick). Dalszymi wczesnymi krążownikami pancernopokładowymi były: „Jiyuan” zbudowany w szczecińskiej stoczni Vulcan dla Chin (1883) i francuski „Sfax” (1884). W marynarce brytyjskiej jako pierwsze pełny grubszy pokład pancerny wprowadziły krążowniki typu Mersey (1885). Krążowniki pancernopokładowe po tym rozpowszechniły się w marynarkach świata od końca lat 80. XIX wieku. Na początku XX wieku krążowniki pancernopokładowe średniej wielkości (3000-5000 t) wyewoluowały w dalszym rozwoju w klasę krążowników lekkich, która wyparła krążowniki pancernopokładowe. Wiązało się to z zastępowaniem maszyn parowych przez lżejsze i mocniejsze siłownie turbinowe i zmianą opalania kotłów z węgla na paliwo płynne, co spowodowało brak zasobni węglowych jako części systemu ochrony. Wczesne krążowniki lekkie miały pokład pancerny, lecz od około 1910 zaczęły otrzymywać pionowe opancerzenie burtowe i po tej dacie budowano już tylko nieliczne krążowniki bez pancerza burtowego, do około 1914. Starszych krążowników pancernopokładowych używano jeszcze podczas I wojny światowej.
Niektóre krążowniki pancernopokładowe:
- ORP „Bałtyk” (Polska – dawny francuski „D’Entrecasteaux”)
- „Aurora”, „Wariag”, „Nowik” – (Rosja)

Zachowane jako muzea:
- „Aurora” – Sankt Petersburg (Rosja)
- „Bonaire” – Delfzijl (Holandia)
- USS „Olympia” – Filadelfia (USA)
- sekcja dziobowa i mostek „Puglia” – La Spezia (Włochy)